# گارد ملی هوایی
گارد ملی هوایی بخشی از گارد ملی ایالات متحده آمریکا است که مسئولیت قلمرو هوایی را به عهده دارد. گارد ملی هوایی یک نیروی ذخیره نظامی فدرال نیروی هوایی ایالات متحده و شبه‌نظامیان هوایی هر ایالت از ایالات متحده، ناحیه کلمبیا، مشترک‌المنافع پورتوریکو و سرزمین‌های گوام و جزایر ویرجین ایالات متحده است. این نیرو، همراه با بخش گارد ملی ارتش هر ایالت، ناحیه، مشترک‌المنافع یا سرزمین، گارد ملی هر منطقه را در صورت لزوم تشکیل می‌دهد.
هنگامی که واحدهای گارد ملی هوایی تحت صلاحیت فرماندار ایالت مورد استفاده قرار می‌گیرند، نقش شبه‌نظامی خود را ایفا می‌کنند. با این حال، هنگامی که به دستور رئیس جمهور ایالات متحده فدرالیزه می‌شوند، واحدهای آن به بخش فعالی از نیروی هوایی ایالات متحده تبدیل می‌شوند. آنها به طور مشترک توسط ایالت‌ها و دفتر گارد ملی، دفتر مشترک ارتش و نیروی هوایی که بر گارد ملی ایالات متحده نظارت دارد، اداره می‌شوند.

## سازمان و ماموریت
گارد ملی هوایی هر ایالت تحت فرماندهی فرمانداران هر ایالت یا قلمرو می‌باشد. گارد ملی هوایی واشینگتن دی سی تحت فرماندهی فرماندار واشینگتن دی سی است. مأموریت گارد ملی این است که هنگام روی دادن فجایع طبیعی یا ناآرامی‌ها وارد عمل شود. همچنین مأموریت دارد تا به دستور فرمانداران ایالت‌ها برای دفاع هوایی از تمامیت خاک ایالات متحده دفاع کرده و در صورت بروز بحران تحت فرماندهی رئیس‌جمهور فراخوانده شود. تا زمانی که واحدهای گارد ملی هوایی فراخوانده نشده‌اند تحت فرماندهی سرفرماندهی‌های مختلف نیروی هوایی قرار دارند و همان وظایفی را دارند که سربازان نیروی هوایی هنگام خدمت فعالانه به عهده دارند. از این رو گارد ملی هوایی نیمی از وظایف حمل و نقل هوایی و سوخت رسانی هوایی فرماندهی تحرک هوایی را به عهده دارد.

## تجهیزات و پرسنل
گارد ملی دارای حدود ۱۳۰۰ فروند از انواع هواپیماهایی که نیروی هوایی ایالات متحده در اختیار دارد را دارا می‌باشد. تا پایان سال ۲۰۰۶ میلادی پرسنل گارد ملی هوایی مشتمل بر ۱۰۶۰۰۰ سرباز و ۱۲۰۰ کارمند غیرنظامی می‌شد.

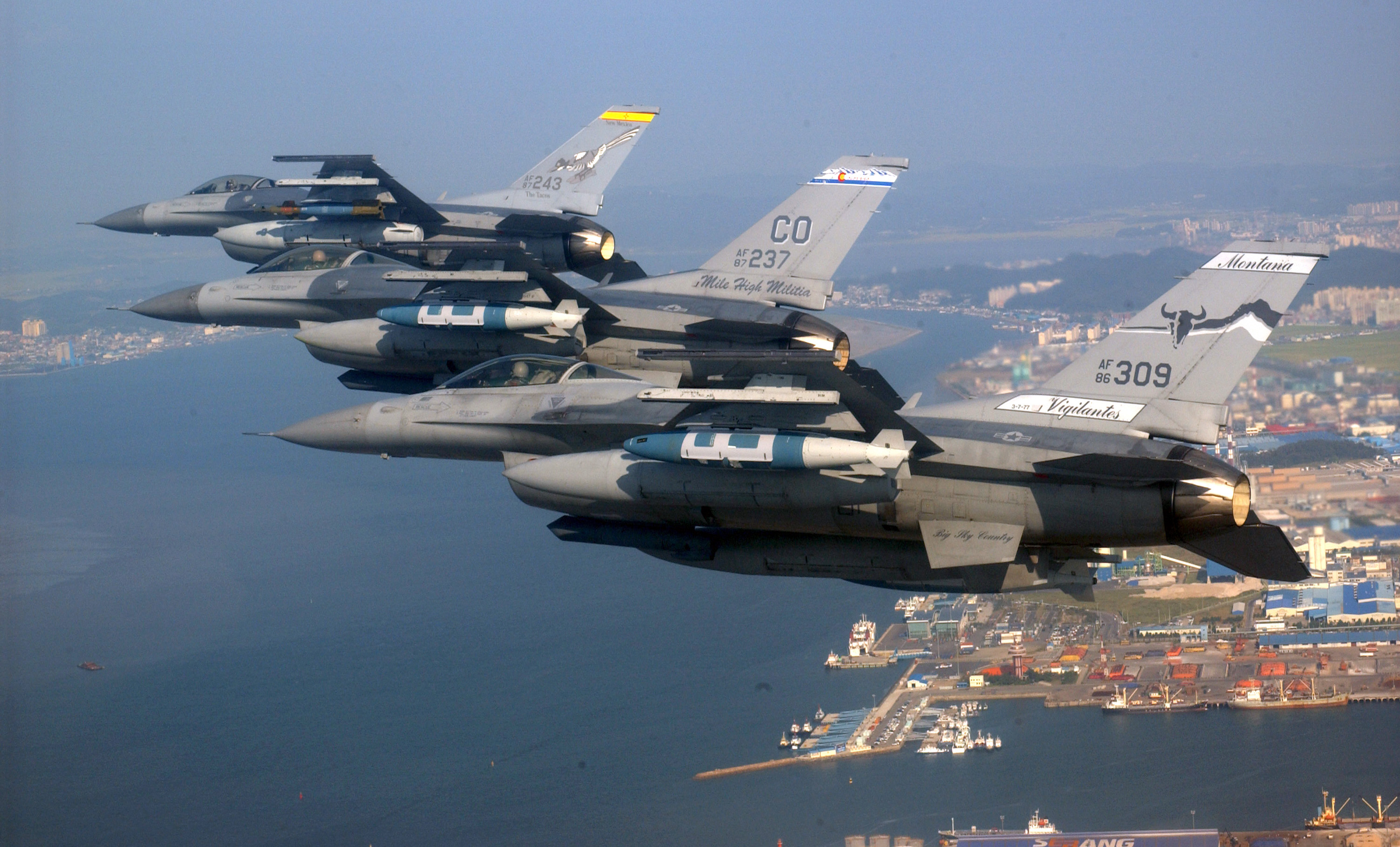
جنگنده‌های اف-۱۶ فایتینگ فالکن متعلق به گارد ملی هوایی بر فراز گانسان، کرهٔ جنوبی. به آرم‌های نیومکزیکو، کلرادو و مونتانا روی دم آنها دقت کنید.